# Ankylosaurus
Ankylosaurus („Neohebný/srostlý ještěr“) byl rod ptakopánvého dinosaura, jenž zahrnuje druh (A. magniventris). Fosilie tohoto mohutného obrněného býložravce jsou známy z nejmladších vrstev křídového útvaru (věk maastricht, asi před 68 až 66 miliony let). Ankylosaurus byl popsán v roce 1908 paleontologem Barnumem Brownem. Fosilie tohoto rodu byly dosud objeveny v souvrství Hell Creek, souvrství Lance, souvrství Scollard, souvrství Frenchman a v souvrství Ferris.

## Tělesné rozměry

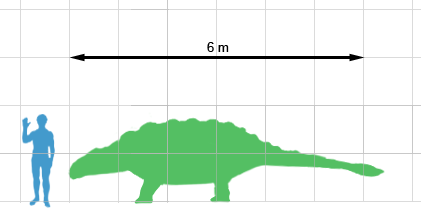
Velikost ankylosaura v porovnání s dospělým člověkem.

Vzhledem ke skutečnosti, že není známa ani jediná kompletní kostra ankylosaura, jeho délka i hmotnost zůstává nejistá. Každopádně však šlo o jednoho z největších známých zástupců své čeledi. Některé odhady délky se pohybují okolo 9-11 metrů, jiné pouze okolo 6,25 m. Nejnižší odhady hmotnosti činí zhruba 4800 kilogramů. Gregory S. Paul v roce 2010 odhadl délku ankylosaura na 7 metrů a jeho hmotnost na 6000 kg. Vědecká studie z roku 2017 opět odhad velikosti ankylosaura navýšila, a to asi na 8 až 9 metrů délky a hmotnost kolem 8000 kg.

## Paleobiologie
Pro ankylosaura je typické kostěné „brnění“, které chránilo celé zvíře před útoky velkých dravců. Ke stejnému účelu sloužila i masívní kostěná palice na ocase, představující nebezpečnou zbraň proti útočícím teropodům. Ankylosaurus měl stejně jako jeho příbuzný Euoplocephalus složitý systém smyček a ohybů, které mohly sloužit k zahřívání vdechovaného vzduchu nebo ke zlepšení čichu. Mohly také sloužit jako rezonanční dutina, která umožňovala hlasitý zvuk při komunikaci. O původním pachu tohoto dinosaura vědci nic nevědí, je ale možné, že byl cítit velmi silně, podobně jako většina současných velkých tvorů.

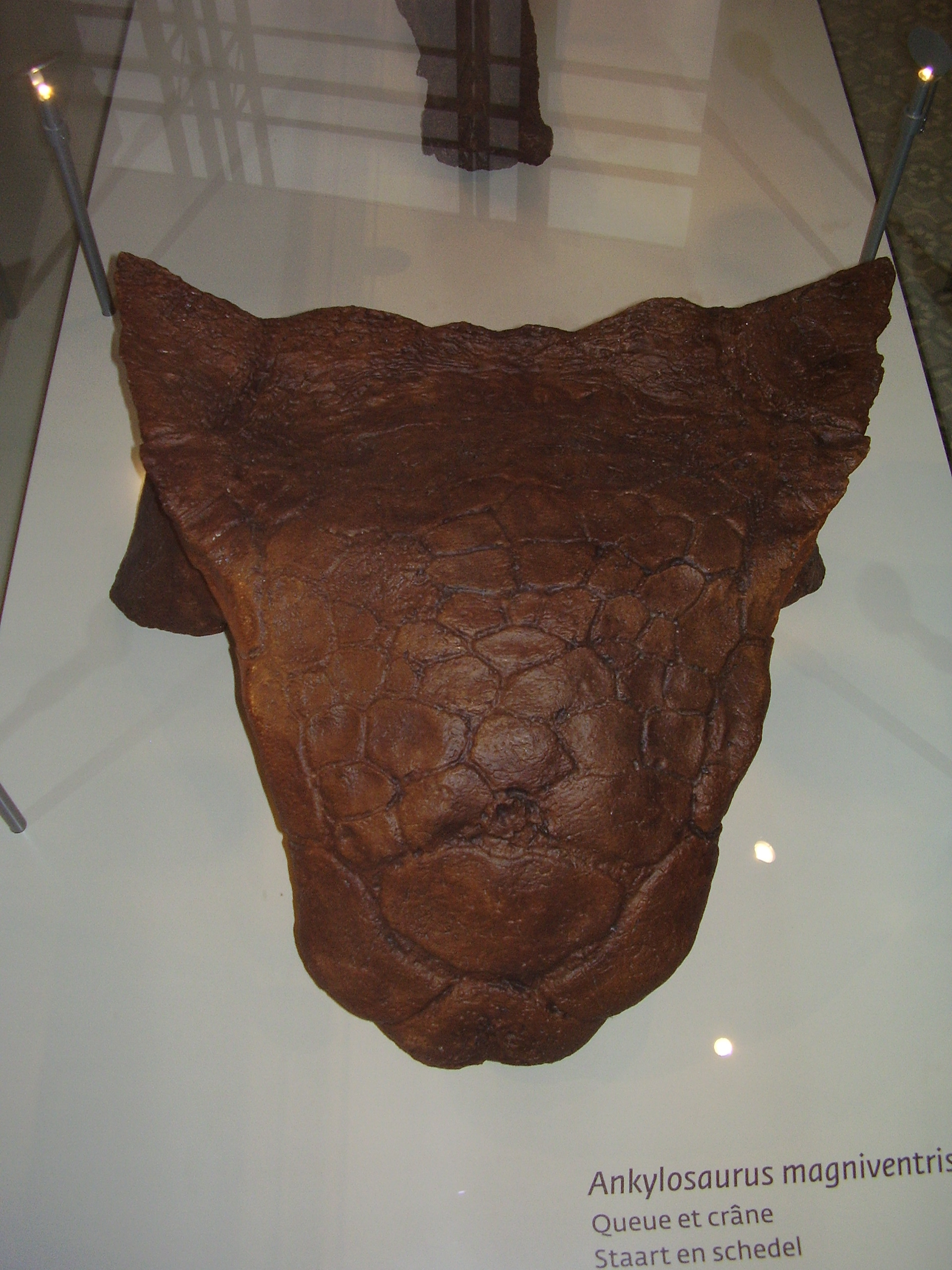
Lebka ankylosaura v expozici Přírodovědeckého muzea v Bruselu.

Jaký tělesný pach tento tyreofor za svého života vydával, už se nejspíš nikdy nedozvíme, protože ve fosilním záznamu se molekuly pachů nezachovávají. Existuje ale hypotetická možnost, že bychom podobnou informaci mohli získat analýzou velmi dobře dochovaných vzorků fosilií v budoucnosti.

## V populární kultuře
Ankylosaurus se často objevuje ve filmech i dokumentech. Nechybí například ve filmech jako je Jurský park 3, nebo Jurský svět, anebo  v dokumentech jako je Putování s dinosaury nebo v knižních příbězích, například v knize Poslední dny dinosaurů.

### Česká literatura
- SOCHA, Vladimír (2021). Dinosauři – rekordy a zajímavosti. Nakladatelství Kazda, Brno. ISBN 978-80-7670-033-8 (str. 102)